# Melkerij Sint-Joris
Melkerij Sint-Joris is een zuivelfabriek actief in het Belgische Sleidinge, een deelgemeente van de Oost-Vlaamse gemeente Evergem.

## Begin
Boerenzoon August Lippens begon op de wijk Wittemoer in 1890 met het ophalen van melk om deze te verwerken tot boter. In 1935 nam zijn zoon Valère Lippens de zaak over en bouwde in Wittemoer een nieuwe melkerij en noemde ze Sint-Joris naar de patroonheilige van Sleidinge. Na de Tweede Wereldoorlog volgde men de nieuwe trends en begon de flessenverkoop van melk, chocolademelk, room, yoghurt en boter die door melkventers aan huis werden besteld.

## Schaalvergroting
In 1961 nam Valère Lippens het initiatief om met sectorgenoten samen te werken wat resulteerde in de oprichting van de samenwerkende vennootschap Comelco (Conserven Melk Coöperatie). De bedoeling was melkoverschotten te verwerken en nieuwe producten te lanceren. In 1962 opende Comelco zijn deuren in de toen nieuw aangelegde kmo-zone in Aalter op de linkeroever van het Kanaal Gent-Brugge. Andere deelnemers waren de familie Donck uit Passendale, de eigenaars van de melkerijen Sint-Marie van de familie Maes uit Oedelem en Lacsoons (Stabilac) uit Eeklo. Comelco produceerde voortaan poeder en boter, in feite de verwerking van zomeroverschotten in geconcentreerde vorm. De eropvolgende decennia kwamen er nieuwe producten.
Comelco werd in 1991 overgenomen door Campina, die in 2008 fuseerde met Friesland Foods. Het bedrijf gaat nu verder onder de naam FrieslandCampina.
Verschillende kleine eenheden zoals die te Maldegem, Zomergem en Oedelem werden gesloten, maar die van Sleidinge bleef open en kende een gestage groei.

## Sluiting
Begin oktober 2014 maakte FrieslandCampina Belgium bekend dat het in 2015 zijn Sleidingse vestiging gaat sluiten. De productie wordt overgebracht naar Aalter, waarbij 20 werknemers kunnen meeverhuizen. Voor de andere 114 medewerkers wordt uitgekeken naar een andere oplossing. Het melkbedrijf zal dan 125 jaar in Sleidinge hebben bestaan waarvan 80 jaar aan de Wittemoer.
De productie in Sleidinge stopte definitief in augustus 2015. Uiteindelijk maakten 60 medewerkers de overstap naar Aalter.